# Peignot (typsnitt)
Peignot är ett sans-serif-typsnitt designat av Adolphe Cassandre 1937. Det beställdes av det franska företaget Deberny & Peignot. Typsnittet har inte traditionella gemener, utan en kombination av traditionella gemener och små versaler. Det uppnådde en viss popularitet och användes på affischer och i reklam fram till senare delen av 1940-talet.
Typsnittet ägs av Linotype Corp. och distribueras av både Linotype och Adobe. Typsnittet finns i mager, medium och fet.

## Vissa användningar

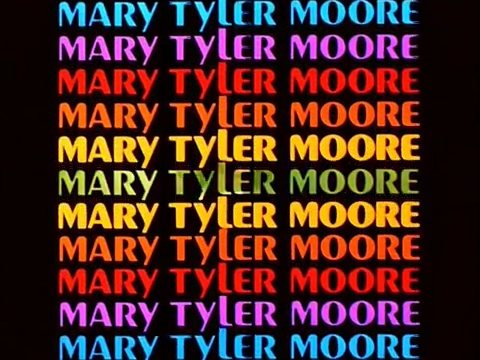
Förtexter av The Mary Tyler Moore Show

- Första omslaget av Philip Roth-roman When She Was Good (1967)
- Titeln av ABC Movie of the Week (1969–75)
- Albumomslaget av Elton John-soundtracket Friends (1970)
- Den ursprungliga logotypen används av Viacom
- The Jerry Springer Show används Peignot för sina första tre säsonger (1991–94)
- Förtexter av Tobe Hooper-filmen Lifeforce (1985)
- Logotypen av Gordon Institute of Business Science
- Öppning förtexter av The Mary Tyler Moore Show
- Logotypen av Magic Tree-luftfräschare för bilar
- Omslaget på flera utgåvor av den franska ordboken Le Petit Robert
- Dansbandet Ingmar Nordströms logotyp som finns på alla deras LP-skivor och CD-skivor